# Empirijska formula
Empirijska formula hemijskog jedinjenja je najjednostavniji pozitivni celobrojni odnos atoma prisutan u jedinjenju. Jednostavan primer ovog koncepta je empirijska formula vodonik peroksida, ili , koja je jednostavno HO.
Empirijska formula ne sadrži informacije o izomerizmu, strukturi, ili apsolutnom broju atoma. Empirijska formula se koristi kao standard za većinu jonskih jedinjenja, kao što je 2, i za makromolekule, poput 2. U kontrastu s njom, molekulska formula identifikuje broj svakog tipa atoma u molekulu, dok strukturna formula takođe pokazuje strukturu molekula.
Na primer, glukoza, riboza, sirćetna kiselina, i formaldehid, svi imaju različite molekulske formule, a istu empirijsku formulu: . Ona je identična sa molekulskom formulom formaldehida, dok sirćetna kiselina ima dvostruki broj atom, riboza trostruki, i glukoza četvorostruki.
Na primer, hemijsko jedinjenje n-heksan ima strukturnu formulu , iz čega sledi da se sastoji od šest atoma ugljenika uređenih u lanac, i 14 atoma vodonika. Molekulska formula heksana je , a njegova empirijska formula je , te je C:H odnos 3:7. Mnoštvo različitih jedinjenja može da ima istu empirijsku formulu.